# Screen Actors Guild Award

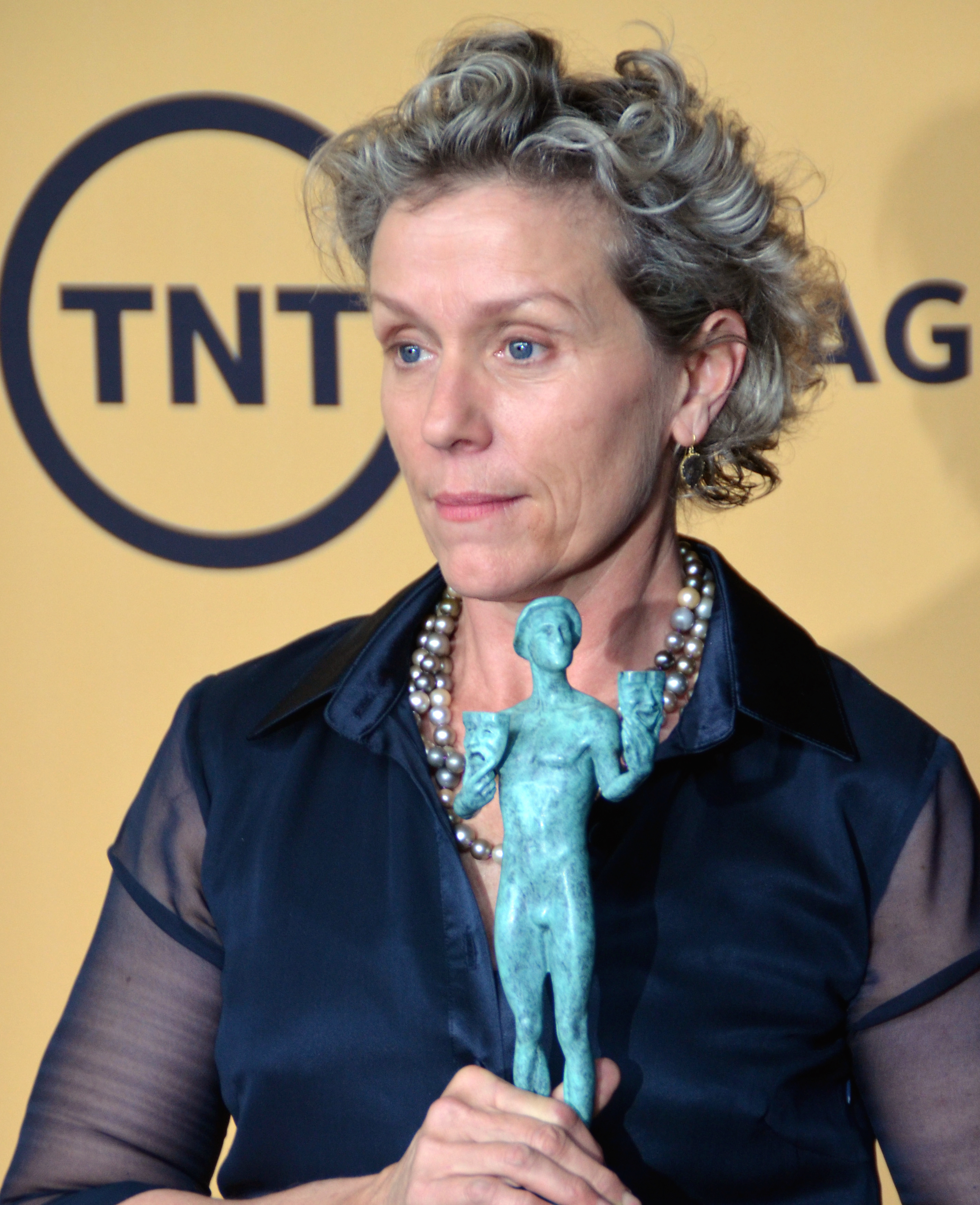
Frances McDormand mit einem SAG-Award (2015)

Der Screen Actors Guild Award (abgekürzt auch SAG Award genannt) ist ein Film- und Fernsehpreis, der alljährlich von der US-amerikanischen Schauspielergewerkschaft Screen Actors Guild (SAG) verliehen wird. Der SAG muss man angehören, um in den Vereinigten Staaten als Schauspieler zu arbeiten. Stimmberechtigt sind alle Mitglieder der Schauspielergewerkschaft. Die bisher letzte Verleihung fand am 24. Februar 2024 in Los Angeles statt. Im Jahr 2025 soll die 31. Auflage am 23. Februar veranstaltet werden.
Die Screen Actors Guild Awards werden in einer gemeinsamen Zeremonie in derzeit 15 verschiedenen Kategorien (sechs im Bereich Film und neun im Bereich Fernsehen) vergeben. Die Preisträger erhalten die sogenannte „Actor“-Statuette, die einen Mann mit einer lachenden Maske in der einen und einer traurigen Maske in der anderen Hand darstellt.
Die SAG ehrt mit dieser Auszeichnung, im Gegensatz beispielsweise zum Golden Globe Award, nur Film-, Fernseh- und Ensembleschauspieler sowie Stuntleute. Die Preisverleihung zählt zu den renommiertesten Auszeichnungen der Filmindustrie und gehört neben dem Golden Globe zu einem der Gradmesser für die jeweils bevorstehende Oscar-Verleihung.

## Geschichte

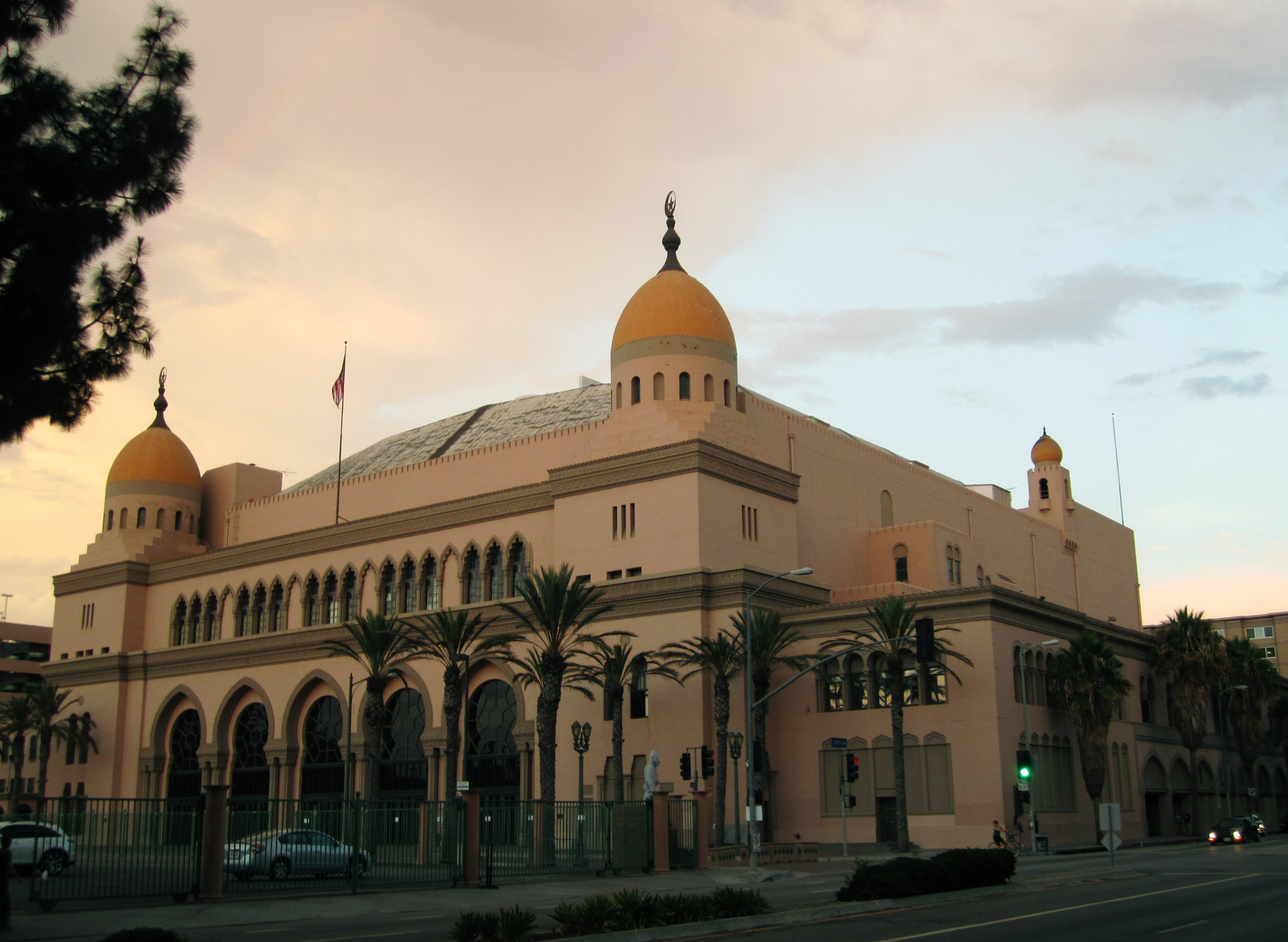
Das Shrine Exposition Center in Los Angeles, von 1997 bis 2021 ständiger Veranstaltungsort der Verleihung

Die Screen Actors Guild, die 1933 gegründet wurde, vergab erstmals 1962 den Life Achievement Award, um Schauspieler für ihr Lebenswerk und ihre Verdienste um die Screen Actors Guild zu ehren. Erster Preisträger wurde der frühere SAG-Präsident Eddie Cantor. Die erste reguläre Verleihung der Screen Actors Guild Awards fand am 25. Februar 1995 in den Universal Studios in Universal City statt. Dabei wurde auch die sogenannte „Actor“-Statuette erstmals vorgestellt. Zu den damals verliehenen vier Film- und acht Fernseh-Kategorien gehörten auch jeweils eine Ensemble-Kategorie für Drama- und Comedyserien, bei denen jeder beteiligte Hauptdarsteller gewürdigt wurde. Bereits bei der zweiten Verleihung fast genau ein Jahr später wurde eine solche Ensemble-Kategorie auch für Filme eingeführt.
Für die zweite Verleihung 1996 wechselte die Veranstaltung in das Santa Monica Civic Auditorium in Santa Monica. Von 1997 bis 2021 fanden die SAG-Awards regelmäßig im Shrine Exposition Center in Los Angeles statt. Zur 14. Verleihung im Januar 2008 wurden zwei neue Kategorien für das Stunt-Ensemble eines Films bzw. einer Serie geschaffen. Die Gesamtanzahl der Kategorien stieg damit auf 15.
Im März 2012 schloss sich die Screen Actors Guild mit der American Federation of Television and Radio Artists (AFTRA) zur SAG-AFTRA zusammen. Für die Verleihungen 2018 und 2019 wurden mit Kristen Bell bzw. Megan Mullally erstmals ein fester Moderator bestimmt. Die 28. Verleihung im Februar 2022 fand im Barker Hangar auf dem Santa Monica Municipal Airport in Santa Monica und die Verleihung 2023 im Century Plaza Hotel im Westen von Los Angeles statt.

## Übertragung
Die Fernsehübertragung der Veranstaltung wurde von 1995 bis 1997 live vom US-Sender NBC übernommen. Ab 1998 übertrug der Kabelsender TNT sowie zusätzlich ab 2007 der ebenfalls zum gleichen Mutterkonzern gehörige Kabelsender TBS die Preisverleihung ebenfalls jeweils live. Nach der Verleihung 2022 endete die Zusammenarbeit mit den beiden Sendern. Die Übertragung der nachfolgenden Verleihung im Februar 2023 fand über die YouTube-Seite von Netflix per Live Stream statt, ehe sie ab 2024 direkt weltweit über den Streaminganbieter erfolgte.
Im deutschsprachigen Raum zeigte der Free-TV-Sender Kabel eins erstmals 2003 die Highlights der Verleihung. Ab 2012 wurden die Highlights beim Bezahlfernsehsender TNT Serie übertragen.

## Kategorien

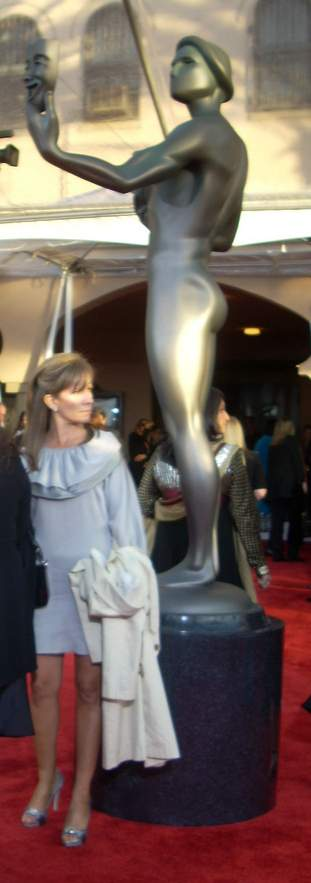
Die „Actor“-Statuette

### Film
| Kategorie                 | Originalbezeichnung                                             | Zeitraum der Verleihung |
| ------------------------- | --------------------------------------------------------------- | ----------------------- |
| Bester Hauptdarsteller    | Outstanding Performance by a Male Actor in a Leading Role       | seit 1995               |
| Beste Hauptdarstellerin   | Outstanding Performance by a Female Actor in a Leading Role     | seit 1995               |
| Bester Nebendarsteller    | Outstanding Performance by a Male Actor in a Supporting Role    | seit 1995               |
| Beste Nebendarstellerin   | Outstanding Performance by a Female Actor in a Supporting Role  | seit 1995               |
| Bestes Schauspielensemble | Outstanding Performance by a Cast in a Motion Picture           | seit 1996               |
| Bestes Stuntensemble      | Outstanding Performance by a Stunt Ensemble in a Motion Picture | seit 2008               |

### Fernsehen
| Kategorie                                              | Originalbezeichnung                                                           | Zeitraum der Verleihung |
| ------------------------------------------------------ | ----------------------------------------------------------------------------- | ----------------------- |
| Bester Darsteller in einem Fernsehfilm oder Miniserie  | Outstanding Performance by a Male Actor in a Television Movie or Miniseries   | seit 1995               |
| Beste Darstellerin in einem Fernsehfilm oder Miniserie | Outstanding Performance by a Female Actor in a Television Movie or Miniseries | seit 1995               |
| Bester Darsteller in einer Dramaserie                  | Outstanding Performance by a Male Actor in a Drama Series                     | seit 1995               |
| Beste Darstellerin in einer Dramaserie                 | Outstanding Performance by a Female Actor in a Drama Series                   | seit 1995               |
| Bester Darsteller in einer Comedyserie                 | Outstanding Performance by a Male Actor in a Comedy Series                    | seit 1995               |
| Beste Darstellerin in einer Comedyserie                | Outstanding Performance by a Female Actor in a Comedy Series                  | seit 1995               |
| Bestes Schauspielensemble in einer Dramaserie          | Outstanding Performance by an Ensemble in a Drama Series                      | seit 1995               |
| Bestes Schauspielensemble in einer Comedyserie         | Outstanding Performance by an Ensemble in a Comedy Series                     | seit 1995               |
| Bestes Stuntensemble in einer Fernsehserie             | Outstanding Performance by a Stunt Ensemble in a Television Series            | seit 2008               |

### Ehrenpreis
| Kategorie  | Originalbezeichnung    | Zeitraum der Verleihung |
| ---------- | ---------------------- | ----------------------- |
| Lebenswerk | Life Achievement Award | seit 1962               |

## Rekorde

### Vergleich mit dem Oscar
Seit der ersten Verleihung der Screen Actors Guild Awards im Jahr 1995 kommt es in den vier Darsteller-Kategorien regelmäßig zu Übereinstimmungen mit den späteren Oscar-Preisträgern. So stimmten die Sieger in diesen Kategorien bis einschließlich der Verleihung 2025 in 90 von 124 Fällen (72,5 Prozent) überein. Gleich im ersten Jahr waren drei der vier Ausgezeichneten gleich. Zu denselben Gewinnern in allen vier Kategorien kam es bisher in neun Jahren (2005, 2010–2011, 2014–2015, 2018, 2020 und 2022–2023). Demgegenüber gibt es bisher kein Jahr mit nicht mindestens einer Übereinstimmung. Bei der jeweils letzten Verleihung stimmten zwei überein.
Am treffsichersten ist die Kategorie für die beste männliche Hauptrolle, bei der lediglich 7 der 31 Preisträger später nicht den Oscar in dieser Kategorie gewinnen konnten. Mit 12 ununterbrochenen Übereinstimmungen gab es dort von 2005 bis 2016 die längste Serie aller vier Kategorien. Bei den Hauptdarstellerinnen stimmten bisher 10, bei den Nebendarstellern 9 sowie bei den Nebendarstellerinnen 8 Sieger nicht überein.
Für die Kategorie Bestes Schauspielensemble gibt es kein Oscar-Gegenstück; sie wird stattdessen oft mit der Auszeichnung für den besten Film verglichen. In diesem Vergleich stimmte der Sieger bisher in 15 von 30 Fällen (50 Prozent) überein. Mit Braveheart (1995), Shape of Water – Das Flüstern des Wassers (2017), Green Book – Eine besondere Freundschaft (2019) und Nomadland (2021) gibt es vier Filme, die als bester Film ausgezeichnet wurden, ohne zuvor nicht mindestens eine Nominierung für das beste Schauspielensemble erhalten zu haben.

### Bereich Film
Bisher wurde mit Shakespeare in Love (1998) nur ein einziger Film in den fünf wichtigsten Film-Kategorien nominiert; er konnte sich aber nur in zwei durchsetzen. Dementsprechend hat es noch kein Film geschafft in allen Kategorien ausgezeichnet zu werden. Ebenfalls fünf Nominierungen bekamen, darunter teilweise aber je zwei in einer Kategorie, Chicago (2002), Glaubensfrage (2008), The Banshees of Inisherin und Everything Everywhere All at Once (beide 2023). Als bisher einzigem Film gelangen Everything Everywhere All at Once dabei Siege in vier Kategorien. Dahinter liegen mit jeweils drei Gewinnen American Beauty (1999), Chicago, The Help (2011), Oppenheimer (2023) und Three Billboards Outside Ebbing, Missouri (2017) auf dem geteilten zweiten Platz.
Zu den erfolgreichsten Filmschauspielern gehören Mahershala Ali, Daniel Day-Lewis, Colin Firth, Michael Keaton und Geoffrey Rush mit jeweils drei SAG-Awards. Day-Lewis führt mit diesen drei Siegen auch die Rangliste für die beste männliche Hauptrolle an. Als bester Nebendarsteller wurde bisher nur Mahershala Ali zweimal ausgezeichnet. Michael Keaton erreichte seine drei Siege jeweils als Teil eines Filmensemble. Bei den Filmschauspielerinnen liegen Viola Davis und Renée Zellweger mit jeweils vier Auszeichnungen an der Spitze. Davis, Frances McDormand und Zellweger führen mit je zwei Siegen die Rangliste für die beste weibliche Hauptrolle an, während Kate Winslet als bisher einzige zweimal als beste Nebendarstellerin geehrt wurde.
Mit insgesamt jeweils 17 Nennungen sind die US-Amerikanerin Meryl Streep und die Australierin Cate Blanchett die meistbedachten Personen im Bereich Film. Dahinter folgen die Britin Judi Dench und der US-Amerikaner Leonardo DiCaprio mit 14 bzw. 13 Nominierungen.

### Bereich Fernsehen
Zu den erfolgreichsten Serien ohne Berücksichtigung der Stunt-Kategorie gehören im Drama-Bereich Die Sopranos (1999–2007) und Emergency Room – Die Notaufnahme (1994–2009) mit jeweils acht Auszeichnungen und im Comedy-Bereich 30 Rock (2006–2013) mit zwölf, gefolgt von Will & Grace (1998–2006, 2017–2020) mit sieben Siegen. Auf mindestens fünf Auszeichnungen kommen außerdem The Crown (2016–2023), The Marvelous Mrs. Maisel (2017–2023), Modern Family (2009–2020), Orange Is the New Black (2013–2019), Seinfeld (1989–1998) und The West Wing – Im Zentrum der Macht (1999–2006). Rechnet man die Stunt-Kategorie mit ein, gehört auch Game of Thrones (2011–2019) dazu, die acht ihrer insgesamt neun Siege dort erreichen konnte.
Der erfolgreichste Fernsehschauspieler ist Alec Baldwin, der für seine Rolle als Jack Donaghy in 30 Rock acht SAG-Awards gewinnen konnte. Dahinter folgen mit jeweils sechs Auszeichnungen Anthony Edwards für seine Darstellung des Dr. Mark Greene in Emergency Room – Die Notaufnahme sowie Tony Shalhoub als Adrian Monk in Monk und als Abe Weissman in The Marvelous Mrs. Maisel. Bei den Fernsehschauspielerinnen ist Julia Louis-Dreyfus mit neun SAG-Awards für ihre Darstellung der Elaine Benes in Seinfeld und der Selina Meyer in Veep – Die Vizepräsidentin die erfolgreichste Darstellerin. Dahinter folgen Julianna Margulies mit acht für ihre Rollen als Carol Hathaway in Emergency Room – Die Notaufnahme und als Alicia Florrick in Good Wife sowie mit jeweils fünf Auszeichnungen Uzo Aduba (als Crazy Eyes in Orange Is the New Black), Edie Falco (als Carmela Soprano in Die Sopranos) und Tina Fey (als Liz Lemon in 30 Rock).
Mit insgesamt 22 Nennungen, davon 14 in den Darsteller-Kategorien, ist die US-Amerikanerin Edie Falco die meistbedachte Person im Bereich Fernsehen. Ihr folgen dahinter die US-Amerikanerinnen Julia Louis-Dreyfus und Julianna Margulies mit jeweils 21 sowie die Frasier-Hauptdarsteller David Hyde Pierce und Kelsey Grammer, beide US-Amerikaner, mit jeweils 18 Nominierungen.